# Armia słowacka 1 września 1939
Do dnia 1.09.1939, armia słowacka zmobilizowała 51 306 mężczyzn.   Strefa działań armii słowackiej, przydzielonej do 14 Armii dowodzonej przez gen. płk. Wilhelma Lista, leżała w sektorze operacyjnym niemieckiej Grupa Armii Południe.
Dowódca Słowackiej Armii Polowej – gen. I rangi Ferdinand Čatloš,
- 1 Dywizja Piechoty (kryp. „Jánošik”) – dowódca gen. II rangi Anton Pulanich: 4 i 5 Pułk Piechoty oraz 2 samodzielny batalion piechoty, 1 Pułk Artylerii, 2 dywizjon 4 Pułku Artylerii, 1 rozpoznawczy dywizjon kawalerii (według stanu na 28 sierpnia 1939). 1 września zajęła Zakopane a następnie Nowy Targ.
- 2 Dywizja Piechoty (kryp. „Škultéty”) – dowódca ppłk Ján Imro (od 5 września – gen. II rangi Alexandr Čunderlik): 3 Pułk Piechoty oraz 1, 3 i 4 samodzielny batalion piechoty, 2 Pułk Artylerii, 2 rozpoznawczy dywizjon kawalerii (według stanu na 28 sierpnia 1939). 8 września zajęła na terytorium Polski Krynicę Zdrój, Tylicz, Białą Wodę. 16 września walczyła pomiędzy miastami Sanok i Dukla.
- 3 Dywizja Piechoty (kryp. „Rázus”) – dowódca płk dypl. Augustin Malár: 1 i 2 Pułk Piechoty oraz 5 i 6 samodzielny batalion piechoty, 3 Pułk Artylerii, 1 dywizjon 4 Pułku Artylerii, 3 rozpoznawczy dywizjon kawalerii (według stanu na 28 sierpnia 1939). 3 Dywizja wchodziła w skład XVIII korpusu u boku niemieckiej 3 Dywizji Górskiej walczyła z Polakami w okolicach Sanoka i Krosna do 11 września 1939 na odcinku Bukowsko-Kulaszne-Baligród-Jabłonki-Cisna.
- Grupa Szybka (kryp. „Kalinčiak”) – dowódca ppłk Ján Imro (od 5 września 1939): 1 dywizjon kawalerii, 2 dywizjon kolarzy, 3 dywizjon zmotoryzowany.
- 4 i 51 Pułk Artylerii, pociąg pancerny Bernolák (kryptonim Hrlička), Dowództwo Lotnictwa i OPL, batalion telegraficzny „Bernolák”, batalion zmotoryzowany Topol (dowódca mjr Štefan Čáni – od 3 września 1939).
- Samodzielne Bataliony Piechoty (1, 3, 4 sbp) i 21 (2, 5, 6 sbp).